# Euxoa demaculata
Euxoa demaculata är en fjärilsart som beskrevs av Feichtenberger 1962. Euxoa demaculata ingår i släktet Euxoa och familjen nattflyn. Inga underarter finns listade i Catalogue of Life.